# Décès en 1915
Décès
- 1911
- 1912
- 1913
- 1914
- 1915
- 1916
- 1917
- 1918
- 1919

Cet article présente une liste de personnalités mortes au cours de l'année 1915.

Les mois de l'année font également l'objet de listes spécifiques :

## Décès par mois

### Inconnu
- Louis Andlauer, organiste et compositeur français (° 7 septembre 1877).
- Luigi Crosio, peintre italien (° 1835).
- Angelo Torchi, peintre italien macchiaiolo (° 17 décembre 1856).

- Vers 1915 : 
  - Eugène Pospolitaki, peintre russe (° 1852).

### Janvier
- 1er janvier : Francis Tattegrain, peintre français (° 11 octobre 1852).
- 4 janvier : Anton von Werner, peintre prussien (° 9 mai 1843).
- 5 janvier : Pierre Gourdault, peintre français (° 18 mai 1880).
- 7 janvier : Georges Mathey, peintre et sculpteur français (° 15 mai 1887).
- 9 janvier : 
  - Gotthardt Kuehl, peintre allemand (° 28 novembre 1850).
  - Adolphe Gustave Gerhardt, officier de cavalerie français (° 26 août 1824).
- 21 janvier : Louis Gregh, compositeur français (° 16 mars 1843).
- 24 janvier : Carl Haag, peintre allemand (° 20 avril 1820).
- 25 janvier :  Philippe Zacharie, peintre français (° 23 avril 1849).

### Février
- 2 février : Michel Abonnel, peintre français (° 15 janvier 1881).
- 6 février : Théophile Poilpot, peintre français (° 20 mars 1848).
- 11 février :
  - Gustave Navlet, sculpteur français (° 25 avril 1832).
  - Thomas Scott, militaire et homme politique canadien (° 16 février 1841).
- 16 février : Alfred Kowalski, peintre polonais (° 11 octobre 1849).
- 17 février : « Plumeta » (Léonce André), matador français (° 16 septembre 1880).
- 19 février : Gopal Krishna Gokhale, homme politique indien (° 9 mai 1866).
- 27 février : Fritz Reiss, peintre, lithographe et illustrateur allemand (° 18 mars 1857).
- 28 février : Francesco Lojacono, peintre paysagiste italien (° 16 mai 1838).

### Mars
- 5 mars : Henri Doucet, dessinateur et peintre français (° 16 décembre 1883).
- 8 mars : Wilhelm Wiegand, archiviste et historien allemand (° 5 novembre 1851).
- 12 mars : József Márkus, homme politique hongrois (° 16 août 1852).
- 14 mars : Guido Sigriste, peintre suisse (° 10 avril 1864).
- 17 mars : André François, footballeur français (° 13 janvier 1886).
- 26 mars : Michel Bréal, linguiste français (° 26 mars 1832).
- ? mars : Louis-Adolphe Tessier, peintre français (° 26 août 1858).

### Avril
- 1er avril : Johann Joseph Abert, compositeur allemand (° 20 septembre 1832).
- 3 avril :
  - Paul-Armand Girardet, peintre et graveur français (° 20 mai 1859).
  - Nadežda Petrović, peintre serbe (° 12 octobre 1873).
- 9 avril : Pierre Dupuis, peintre français (° 9 juillet 1833).
- 15 avril : Leopoldo Burlando, peintre italien (° 13 juillet 1841).
- 17 avril : Floyd MacFarland, coureur cycliste américain (° 8 juillet 1878).
- 26 avril : John Bunny, acteur du cinéma muet américain (° 21 septembre 1863).
- 27 avril : 
  - John Labatt, homme d'affaires et brasseur canadien (° 11 décembre 1838).
  - Alexandre Scriabine, compositeur russe (° 6 janvier 1872).
- 29 avril : Salvador Viniegra, peintre d'histoire et mécène espagnol (° 23 novembre 1862).

### Mai
- 2 mai : Clara Immerwahr, chimiste allemande (° 21 juin 1870).
- 9 mai : François Faber, coureur cycliste luxembourgeois (° 26 janvier 1887).
- 11 mai : Louis Cartier-Bresson, peintre français (° 5 octobre 1882).
- 15 mai :
  - Jules-René Bouffanais, peintre et graveur français (° 4 janvier 1885).
  - Charles Heyman, peintre aquarelliste et graveur aquafortiste français (° 9 août 1881).
- 21 mai : Max Buri, peintre suisse (° 24 juillet 1868).

### Juin
- 11 juin : Jean Angeli, écrivain français (° 3 janvier 1886).
- 12 juin :Józef Brandt, peintre polonais (° 11 février 1841).
- 14 juin : Antoine Audet, homme politique fédéral provenant du Québec (° 8 décembre 1846).
- 15 juin : Eugène Jansson, peintre suédois (° 18 mars 1862).
- 16 juin :
  - Elmer Booth, acteur américain (° 9 décembre 1882).
  - Louis Jollivet, peintre décorateur et céramiste français (° 16 mai 1876).
- 19 juin : Sergueï Taneïev, compositeur russe (° 25 novembre 1856).
- 20 juin : Rémy Duhem, peintre et avocat français (° 1er octobre 1891).

### Juillet
- 2 juillet : Porfirio Díaz, président du Mexique jusqu'en 1911 (° 15 septembre 1830).
- 5 juillet : Paul Descelles, peintre français (° 22 mars 1851).
- 6 juillet : Paul Wachs, organiste, pianiste et compositeur français (° 19 septembre 1851).
- 10 juillet : Hendrik Willem Mesdag, peintre néerlandais (° 23 février 1831).
- 16 juillet : Ellen White, cofondatrice de l'Église adventiste du septième jour (° 26 novembre 1827).
- 18 juillet : Franz Deutmann, peintre et photographe néerlandais (° 27 mars 1867).
- 20 juillet : Sándor Galimberti, peintre hongrois (° 31 mai 1883).
- 22 juillet : Sandford Fleming, ingénieur et inventeur canadien originaire d'Écosse (° 7 janvier 1827).
- 30 juillet : Alexis Lizal, peintre français (° 23 janvier 1878).

### Août
- 9 août :
  - Maurice Baud, peintre, graveur et essayiste suisse (° 14 août 1866).
  - Frank Bramley, peintre anglais (° 6 mai 1857).
  - Peter Bücken, peintre allemand (° 16 mars 1830).
- 13 août : Joseph Granié, peintre français (° 18 février 1861).
- 19 août : Serafino Vannutelli, cardinal italien (° 26 novembre 1834).
- 21 août : Grégoire Wincqz, maître de carrière et homme politique belge  (° 3 août 1847).
- 22 août : Augustin Barié, organiste et compositeur français (° 15 novembre 1883).
- 23 août :
  - Eduardo Dalbono, peintre italien (° 10 décembre 1841).
  - Eugène Ducretet, ingénieur, pionnier français de la radio[1] (° 27 novembre 1844).
- 26 août :  Laurent de Rillé, enseignant, compositeur et orphéoniste français (° 24 novembre 1824).
- 31 août : Louis Tauzin, peintre paysagiste et lithographe français (° 21 juillet 1842).

### Septembre
- 6 septembre : Albert Féquant, aviateur français (° 2 janvier 1886).
- 10 septembre :
  - Charles-Eugène Boucher de Boucherville, premier ministre du Québec (° 4 mai 1822).
  - Marius Thé, coureur cycliste français (° 24 septembre 1871).
  - Joseph-Marie Squinabol, professeur d'université et traducteur italien (° 1834)
- 11 septembre : William Van Horne, homme d'affaires canadien (° 3 février 1843).
- 15 septembre : Alfred Agache, peintre français (° 29 août 1843).
- 17 septembre : Pierre-Jean Coquillat, canut et homme de théâtre français († 9 juin 1831).
- 18 septembre : Jean-Marie Corre, coureur cycliste puis fabricant de bicyclettes français (° 21 juin 1864).
- 25 septembre : Raoul Servant, peintre français (° 24 juin 1894).
- 29 septembre :
  - Maurice-Edme Drouard, peintre, dessinateur et sculpteur français (° 8 mai 1886).
  - Caroline de Maupeou, peintre française (° 31 décembre 1836).
  - Rudi Stephan, compositeur allemand (° 29 juillet 1887).

### Octobre
- 2 octobre : Jean-Bertrand Pégot-Ogier, peintre et dessinateur français (° 7 mai 1877).
- 4 octobre : Carles Gumersind Vidiella i Esteba, pianiste et compositeur espagnol (° 1856).
- 5 octobre :
  - Otto Malling, compositeur et organiste danois (° 1er juin 1848).
  - José María Usandizaga, compositeur espagnol (° 31 mai 1887).
- 12 octobre : Jean Juster, avocat français (° 9 décembre 1881).
- 16 octobre :
  - Léon Comès, coureur cycliste français (° 11 février 1889).
  - Léon Hourlier, coureur cycliste français (° 16 septembre 1885).
- 17 octobre :
  - Edmond Laforest, écrivain, poète et journaliste haïtien (° 20 juin 1876).
  - Luigi Nono, peintre italien (° 8 décembre 1850).
- 19 octobre : 
  - Christian Wilhelm Allers, illustrateur, dessinateur et peintre allemand  (° 6 août 1857).
  - Neil McLeod, premier ministre de l'Île-du-Prince-Édouard (° 15 décembre 1842).
- 30 octobre : Charles Tupper, premier ministre du Canada (° 2 juillet 1821).

### Novembre
- 10 novembre : Louis Nattero, peintre marseillais (° 16 octobre 1870).
- 24 novembre : Gabriel von Max, peintre autrichien né en Bohême (° 23 août 1840).
- 28 novembre : Georges Jordic-Pignon, illustrateur et peintre français (° 5 janvier 1876).

### Décembre
- 4 décembre : Osvaldo Tofani, peintre, aquarelliste, dessinateur, graveur et illustrateur italien (° 18 septembre 1849).
- 6 décembre : Armand Charnay, peintre français (° 7 janvier 1844).
- 11 décembre : Annibale Brugnoli, peintre italien (° 22 février 1843).
- 19 décembre : Aloïs Alzheimer, neuropsychiatre allemand (° 14 juin 1864).
- 20 décembre : Achille Chainaye, sculpteur et journaliste belge (° 26 août 1862).
- 22 décembre : Arthur Rickhard Ramsay, militaire finlandais (° 3 avril 1838).
- 27 décembre : Pierre-Nicolas Euler, peintre français (° 12 janvier 1846).

### Date inconnue
- William Lee, peintre et potier français (° 1860).
- Mutaga IV, sultan du Burundi (° vers 1892).